# BlackVPN
 (septembre 2020).
BlackVPN, écrit aussi blackVPN, est un service de réseau privé virtuel (virtual private network (VPN)), proposé par la société BlackVPN Limited, basée à Hong Kong.
Il est pris en compte par TorrentFreak depuis 2011 dans son classement des VPN.

## Fonctionnement et sécurité
BlackVPN est un VPN qui marche selon le même système que les autres réseaux privés virtuels. Il permet une connexion simultanée de sept appareils.
BlackVPN est un logiciel multi-plateformes : ses services sont proposés sur Windows, MacOS, Linux, Android, iOS, des routeurs, et autres.
Ses services affirment ne jamais retenir l'adresse IP de ses clients.

## Popularité et réception du VPN
Sur le site VPNMentor, BlackVPN est classé par les internautes et utilisateurs de VPN à la 91e place sur 373.
Sur VPN paradise, l'avis général est de conseiller ce VPN comme un bon VPN, possédant cependant des défauts, comme le peu d’accessibilité du support technique. 
VPN Mag met cependant en garde en raison du siège social de l'entreprise le gérant: en effet celle-ci est située à Hong Kong, et elle pourrait être sous le contrôle du gouvernement de la République populaire de Chine.
Sur le site VPN pro, la note est sensiblement la même, ainsi que les articles, et ce VPN récolte une note de 8,5 sur 10.
En mars 2016, le magazine néerlandais Computer! Totaal (C! T) a classé blackVPN comme l'un des neuf meilleurs services VPN disponibles. Cependant, C! T a noté le prix relativement élevé du service et le manque de client propre comme des inconvénients potentiels.

## Affaires autour de BlackVPN
Le VPN n'a, à ce jour, subit aucune perte de données, mais en avril 2016 l'entreprise gérante avoue avoir reçu des menaces et du chantage de la part d'un groupe de pirates informatiques. L'Armada Collective, le groupe de ces derniers, menace de lancer une attaque par déni de service, appelée aussi DDoS, contre leurs serveurs VPN, et ce le 25 avril, si une rançon de 10,08 bitcoins n'étaient pas payée[source insuffisante].
Deux autres fournisseurs de services VPN auraient été également touchés, le 18 avril. Le 30 mai, AirVPN aurait subi les mêmes menaces d'Armada Collective.
Personne ne sait si les menaces venaient réellement de Armada Collective, ou si seulement elles étaient imitées. Le 25 avril, le fournisseur d'atténuation DDoS, Cloudflare a qualifié les menaces de fausses, déclarant qu'aucune attaque n'a été lancée contre une organisation menacée. 
Cependant l'affaire aurait coûté plusieurs milliers de dollars à la société BlackVPN Limited.

## Sources
1. 1 2  (en) « Which VPN Providers Really Take Anonymity Seriously in 2020? * TorrentFreak » (consulté le 10 septembre 2020)
2. 1 2  (en-US) « About – blackVPN » (consulté le 11 septembre 2020)
3. ↑  « BlackVPN Avis & Test 2020 - Ce qui est à savoir avant d'acheter », sur vpnMentor (consulté le 11 septembre 2020)
4. ↑  « BlackVPN: Gratuit, Mais Est-Ce Sûr? (Guide Septembre 2020) », sur VPNparadise (consulté le 10 septembre 2020)
5. ↑  « BlackVPN | Test et Revue Complète de Black VPN », sur VPNMag, 24 décembre 2012 (consulté le 10 septembre 2020)
6. ↑  (en-US) « BlackVPN Avis d'utilisateurs », sur VPNPros (consulté le 10 septembre 2020)
7. ↑  (nl) « Browsen met privacy: De 9 beste VPN-providers getest | Apps & Software | Computer!Totaal », sur computertotaal.nl (consulté le 10 septembre 2020)
8. 1 2  (en) blackVPN, « Blackmailed: DDoS Attack Against BlackVPN Could Start On Monday 25th of April. », sur Medium, 2 juin 2016 (consulté le 10 septembre 2020)
9. ↑  « A hacker group is threatening VPN providers with DDOS attacks », sur www.digitaltrends.com (consulté le 10 septembre 2020)
10. 1 2  « Armada Collective DDoS threats were fake, but still scored thousands of dollars », sur www.digitaltrends.com (consulté le 10 septembre 2020)
11. ↑  (en) « Empty DDoS Threats: Meet the Armada Collective », sur The Cloudflare Blog, 25 avril 2016 (consulté le 10 septembre 2020)